# Brachypteraciidae
Famille
Les Brachypteraciidae (ou brachyptéraciidés en français) sont une famille de Coraciiformes constituée de 4 genres et de 5 espèces existantes de brachyptérolles.

## Description
Ce sont des oiseaux terrestres de taille moyenne (24 à 27 cm) à queue développée, avec un gros bec, de courtes ailes et de fortes pattes.

## Répartition
Cette famille est endémique à Madagascar.

## Habitat
Ces oiseaux vivent dans les forêts tropicales et subtropicales ainsi que dans les zones semi-arides à broussailles épineuses.

## Liste alphabétique des genres
- Atelornis Pucheran, 1846
- Brachypteracias Lafresnaye, 1834
- Geobiastes Sharpe, 1871
- Uratelornis Rothschild, 1895

## Liste des espèces
D'après la classification de référence (version 5.1, 2015) du Congrès ornithologique international (ordre phylogénique) :
- Brachypteracias leptosomus – Brachyptérolle leptosome
- Geobiastes squamiger – Brachyptérolle écaillé
- Atelornis pittoides – Brachyptérolle pittoïde
- Atelornis crossleyi – Brachyptérolle de Crossley
- Uratelornis chimaera – Brachyptérolle à longue queue